# (87954) Tomkaye
(87954) Tomkaye (2000 TK) – planetoida z pasa głównego asteroid okrążająca Słońce w ciągu 4,18 lat w średniej odległości 2,59 j.a. Odkryta 2 października 2000 roku.